# Tricimba biannulata
Tricimba biannulata är en tvåvingeart som beskrevs av Ismay 1993. Tricimba biannulata ingår i släktet Tricimba och familjen fritflugor. Inga underarter finns listade i Catalogue of Life.